# Tensione superficiale (film)
Tensione superficiale è un film del 2019 diretto da Giovanni Aloi.

## Trama
In un villaggio sul lago di Resia, Michela lavora, sottopagata e in nero, in un hotel di bassa categoria. La giovane, madre di un adolescente, è ancora innamorata, non ricambiata, di Heinrich, padre del bambino. Un giorno nella struttura pernotta Anna, una escort che lavora in una casa chiusa nella vicina Austria, frequentata da parecchi italiani. La donna, colpita dalla storia e dalla dignità di Michela, le propone di diventare a sua volta escort, professione legale in Austria e, soprattutto, molto remunerativa. Michela decide così di iniziare la sua nuova vita all'insaputa di amici e famiglia. Tutto sta filando tranquillamente, fin quando il suo segreto viene a galla: Claudio, il suo ex datore di lavoro, che aveva promesso invano di regolarizzarla con un contratto, è infatti cliente della casa di tolleranza austriaca, ed è quindi costretta a subìre i ricatti sessuali dell'uomo, che a un certo punto le confessa di essersi innamorato di lei; Michela, sdegnata, lo respinge, e l'uomo rivela così il suo segreto. La piccola comunità reagisce isolando la ragazza che però, dopo aver ritrovato dignità e indipendenza economica, ritrova anche l'amore di Heinrich.

## Distribuzione
Il film è stato distribuito nelle sale cinematografiche italiane a partire dal 16 novembre 2019.